# Entrepôt von Ahnska
L'entrepôt von Ahnska (en suédois : von Ahnska magasinet) est un entrepôt portuaire du XIXe siècle situé à Umeå (Suède).

## Localisation
L'entrepôt von Ahnska est situé sur une des principales artères d'Umeå, Storgatan (littéralement la Grand-Rue), sur la rive nord de l'Umeälven.

## Historique
L'entrepôt von Ahnska est à l'origine une grange en bois construite par le lieutenant-colonel Ludwig August von Hedenberg en 1887. Après avoir survécu au grand incendie de 1888, le bâtiment est acheté cette même année par le commerçant Johan Viktor von Ahn. Celui-ci l'agrandit du côté allant vers le fleuve Umeälven.
L'entrepôt est aujourd'hui la propriété de la compagnie d'électricité Umeå Energi. Il est classé Byggnadsminne (bâtiment protégé) en 1980.

## Architecture
Le bâtiment, construit en bois, est composé d'un côté long (vers le jardin) et d'un côté court (vers le fleuve).

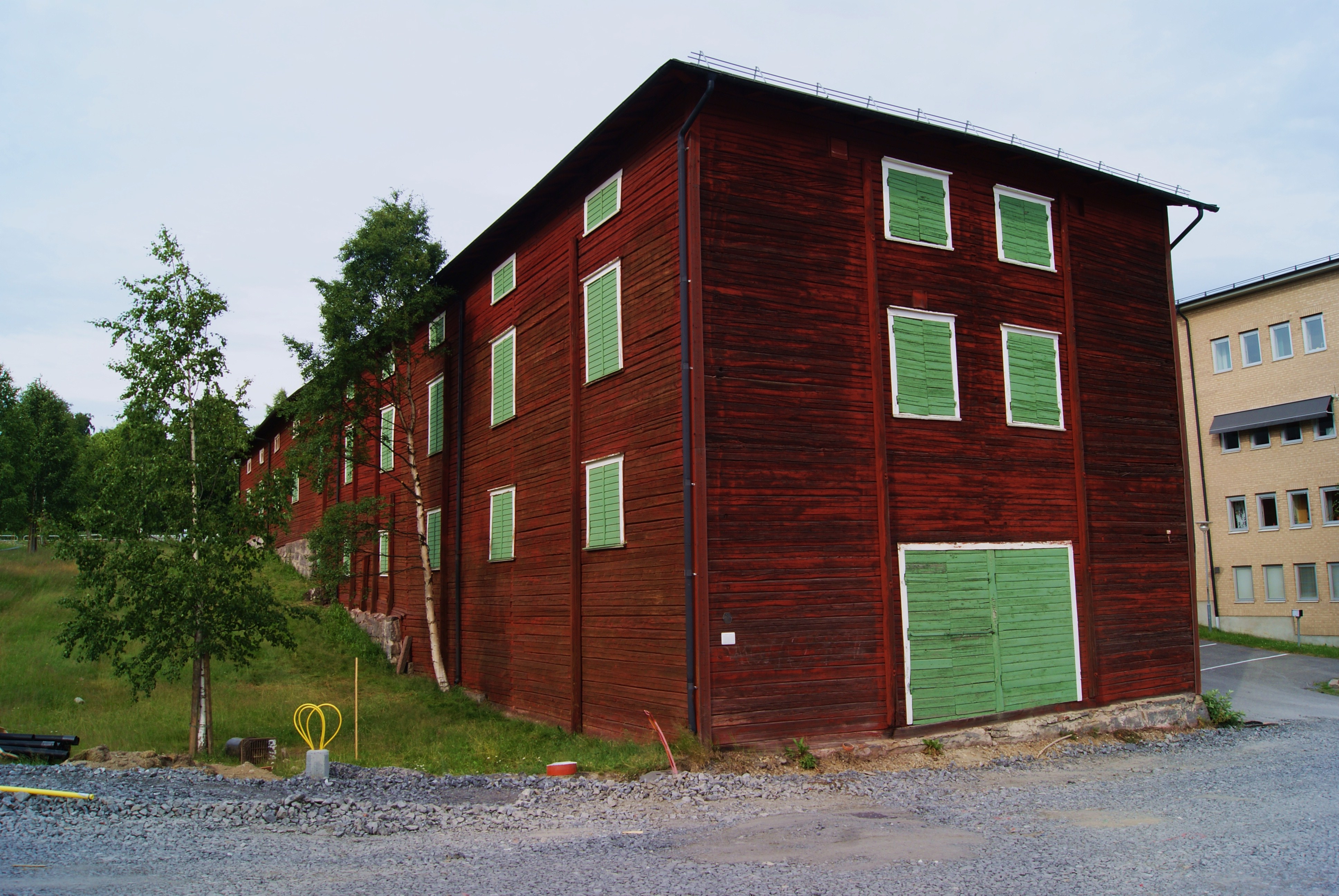
Le côté court de l'entrepôt Von Ahnska (vers le fleuve)